# Quentin Dujardin
 (avril 2012).
Quentin Dujardin, né à Dinant le 17 novembre 1977, est un guitariste belge.

## Biographie
Entré très tôt dans le monde de la musique classique avec son père, Quentin Dujardin fréquente durant dix ans l'académie locale pour y suivre les cours de guitare. Il poursuit sa formation musicale au Vlaamse Koninklijke Conservatorium van Brussels.
Son album Khamis produit par la RTBF & Didier Mélon raconte sa vie de voyageur et introduit sa rencontre avec le violoniste & chanteur marocain, Jalal El Allouli. 
Ses deux albums La Fontaine de Gore et Vivre, aux côtés des pianistes Diederik Wissels ou Ivan Paduart, sont beaucoup plus jazz. 
Il a réalisé la bande originale de l'adaptation théâtrale du roman de Éric-Emmanuel Schmitt Monsieur Ibrahim et les Fleurs du Coran et a participé à la bande sonore du film publicitaire Answer the call dédié aux pompiers et policiers de la ville de New York. Il a travaillé pour le quatuor à cordes Kaos à l'occasion de la Présidence européenne espagnole ou encore pour divers génériques de la RTBF comme Mais où est la caméra ?. Il travaillera également en tant que remixeur pour les compilations lounge Salon Oriental Vol.3 & 4 parues chez EMI France et M10.
Quentin Dujardin a aussi partagé sa musique sur scène ou en studio avec quelques personnalités du monde musical : Toots Thielemans , Majid Bekkas ou Abaji.
Le réalisateur français, Freddy Mouchard lui consacre en 2008 un film documentaire (77 minutes). Ce film,, intitulé Sur le chemin, a été sélectionné par le World Film festival 2009 of Tartu (Estonie) & Le festival du Film méditerranéen 2008 de Bruxelles. Veloma, son dernier album en est la bande originale.
En 2011, à la suite de la sortie de Impressionniste (avec Toots Thielemans), il découvre les spectacles de salon et se produit également à domicile pour des concerts privés très intimes.

## 2021: le procès des Mesures Covid
Saisie par la Ligue des droits humains, la cour d’appel de Bruxelles a considéré que c’est en violation du principe d’égalité et de non-discrimination que Quentin Dujardin, guitariste, a été privé de la possibilité d’organiser et de se produire. Le 14 février 2021, selon une loi en vigueur, Quentin Dujardin s’était vu refuser le droit d’organiser des concerts de guitare dans une église, alors que le nombre maximum de participants était respecté et que toutes les mesures de distanciation entre autres étaient prises. En avril 2021, Quentin obtient gain de cause devant la cour d'appel : il y avait bien eu violation du droit d'égalité : le 14 décembre 2021, les 15 personnes pouvaient se réunir – dans un bâtiment prévu à cet effet – pour l’exercice collectif du culte.

## Discographie

### B.O.F.
Bande originale de l'adaptation théâtrale du roman Monsieur Ibrahim et les fleurs du Coran de Éric-Emmanuel Schmitt
Bande originale du film Sur le chemin de Freddy Mouchard
Bande originale du film Les Coulisses suisses de la guerre d'Algérie de Pierre-André Thiébaud
Bande originale du court-métrage Ma Forêt de Sébastien Pins

### Collaboration
Avec Kalaban Coura

## Théâtre
- Il a joué et composé la musique de la pièce Rendez-vous Contes de…, joué à La Samaritaine (Bruxelles, 1997), mis en scène par Sifiane El Asad, avec Stéphanie Coerten, Philippe Derlet, Philippe Peters…